# François-Simon Sirus-Pirondi
François-Simon Sirus-Pirondi (1811-1908) fut un médecin français, professeur à l'École de médecine et chirurgien en chef des Hôpitaux à Marseille.

## Biographie
Il naît à Reggio, duché de Parme, alors département français, le 28 octobre 1811.
Il est docteur en médecine de la Faculté de Montpellier en 1833.
François Sirus Pirondi vient se fixer à Marseille, où il exerça pendant soixante-quinze ans. 
Il meurt le 11 janvier 1908, à l’âge de 96 ans. 
Il est enterré au cimetière saint-Pierre de Marseille.

## Famille
Les Pirondi s’établissent à Marseille au début du XIXe siècle. Prospero Pirondi, le père de Sirus, était condamné à mort par contumace en Italie, du fait de sa participation à la lutte contre la tutelle autrichienne, et recherché par la police autrichienne. 
Il laisse sa famille à Marseille, et suit la légion italienne qui combat en Espagne aux côtés des Français, sous les ordres de Charles Albert. Il devient chirurgien en chef de la division transalpine. 
Il rentre à Marseille en juin 1828, se rapproche du milieu des exilés, fait de sa maison un point de rencontre des réseaux de Giuseppe Mazzini en France et entretient au fil des ans une correspondance avec plusieurs patriotes (dont Pietro Maroncelli et Daniele Manin). 
Médecin spécialiste de l'hygiène, Prospero Pirondi est fidèle à la cause garibaldienne ; au début des années 1860, il dénonce au nouveau gouvernement italien les militants de la cause bourbonienne qui, après la réunification italienne, avaient trouvé refuge à Marseille. Il sera député du royaume de Sardaigne.
Sirus Pirondi se marie à Montpellier avec Idalie Jame, ils auront une fille, Marie Pirondi.
La famille Pirondi est liée aux Pighetti de Rivasso et aux Berlier de Vauplane.

## Carrière
Au cours de ses années de profession, Sirus-Pirondi fut chirurgien en chef,  consultant des hôpitaux de Marseille en 1849, professeur de clinique chirurgicale à l'École de médecine en 1851, jusqu'à sa retraite et son honorariat en 1858.
En 1833, il fait paraître une première publication sur la tumeur blanche du genou ; elle eut deux éditions de son vivant. Sirus Pirondi y développait une idée originale : l'affection articulaire n'était le plus souvent qu'une manifestation locale d'un état général ou diathésique.
Les maladies des voies urinaires furent l’un de ses sujets de prédilection. On lui doit un Précis théorique et pratique des maladies des voies urinaires publié en 1877, en collaboration avec le Dr Pauchon. 
Il étudie aussi les maladies de l'oreille, mal connues alors ; il en sort, en 1873, un petit traité élémentaire. 
La chirurgie usuelle lui donne l'occasion de publier, en quatre séries, de nombreuses observations.
Chirurgien, Sirus Pirondi est aussi hygiéniste. Membre du Conseil d'hygiène des Bouches-du-Rhône depuis 1855, délégué du Conseil sanitaire de Marseille depuis 1862, il était un participant actif ; on lui doit des rapports sur les questions les plus diverses.
Dans le domaine de l'hygiène, il publie la Relation historique et médicale de l'épidémie cholérique de 1854 à 1855 (1859), et, en 1865, une Étude sommaire sur l'importation du choléra. L'auteur y indique les mesures pour rendre les quarantaines efficaces.
Sirus Pirondi s'intéresse aussi à la question du vaccin animal ; il publie, en 1865, un travail qui préconise d'y avoir recours en toutes occasions.
Il sera membre correspondant national de l'Académie nationale de médecine pour la division de pathologie chirurgicale, membre correspondant de l'Académie nationale de chirurgie, membre de l'Académie de médecine de Rome et membre de la société d'enseignement supérieur. Il est secrétaire général de la quatorzième session du Congrès scientifique de France en 1846.
L’un de ses élèves est Constantin Oddo, qui recueille ses cours et publie avec lui divers travaux.
Le Comité médical des Bouches-du-Rhône a créé un prix « Sirus Pirondi ».

## Musique
Sirus Pirondi est l’un des premiers amateurs et admirateurs de Richard Wagner à Marseille. Ils se sont rencontrés lors de la visite de Wagner à Marseille en 1866. Le musicien lui dédicace l’une de ses photographies de Steinberg : « À monsieur Pirondi, Richard Wagner, toujours encore au doigt souffrant. Genève 8 févr. 66 ». 
Dans ses mémoires, Armand de Pontmartin raconte : « Sirus Pirondi chantait Verdi et Wagner, sur scène, avec son ami Ivanov, accompagné de l'orchestre de la ville de Marseille ». C’était un excellent musicien, un « beau chanteur, possédant une voix chaude de baryton qu’il maniait avec habilité rare, ce qui lui procura le plaisir de chanter avec les plus grands artistes de son époque, tels que Tamberlick, la Malibran… ».

## Décorations
- Chevalier de la Légion d'honneur (1860)[7]
- Encomienda de número de la Real Orden de Isabel la Católica
- Cavaliere dell'Ordine dei Santi Maurizio e Lazzaro

## Publications
- De la Tumeur blanche du genou, et de la manière de la guérir, spécialement par le muriate de baryte, Paris (1836).

- Une visite aux Hôpitaux de Turin, imp. Carneau (Marseille) (1847).

- Des Maladies quégné à Marseille, depuis le 1er décembre 1852 jusqu'au 30 novembre 1853, rapport présenté à la Société impériale de médecine, impr. de Vial (Marseille) (1854).

- Relation historique et médicale de l'épidémie cholérique : qui a régné à Marseille pendant l'année 1854, (Paris) (1859).

- Étude sommaire sur l'importation du choléra et les moyens de la prévenir, imp. J.-B. Baillière et fils (Paris) (1865).

- Considérations sommaires tendant à faciliter la révision du régime quarantenaire, impr. de Barlatier-Feissat (Marseille) (1886).

- Étude étiologique sur l'ulcère des pays chauds, impr. de Barlatier-Feissat (Marseille) (1887).

- Notes sur la naupathie et son traitement, impr. de Barlatier et Barthelet (Marseille) (1889).

- Nouveau coup d'épée dans l'eau à propos d'hygiène, éd. Barlatier et Barthelet (Marseille), (1893).

## Sources
1. ↑  Hubert de Vauplane, Famille Berlier, une histoire provençale, Paris, Jourdan, 2022 (ISBN 2874667218)
2. 1 2 3  « "Sirus Pirondi", Comité des travaux historiques et scientifiques »
3. ↑  « Liste des membres de la Société d’Enseignement Supérieur », Revue internationale de l'enseignement,‎ t.5, janvier - juin 1885, p. 694 - 696 (lire en ligne)
4. ↑  Congrès scientifique de France  - Quatorzième session, Paris, Librairie Derache, 1847 (lire en ligne), p. 542
5. ↑  « Richard Wagner. Reproduction photographique... », sur De Baecque et Associés (consulté le 18 novembre 2023).
6. ↑  A. de Pontmartin, Mes Mémoires : seconde jeunesse, Paris, Calman Levy, 1886, 395 p., p. 293
7. ↑  « Base Léonore »